# Arjen Robben
Arjen Robben (nascut el 23 de gener de 1984 a Bedum), és un exfutbolista neerlandès que jugava en la posició d'extrem.

## Biografia

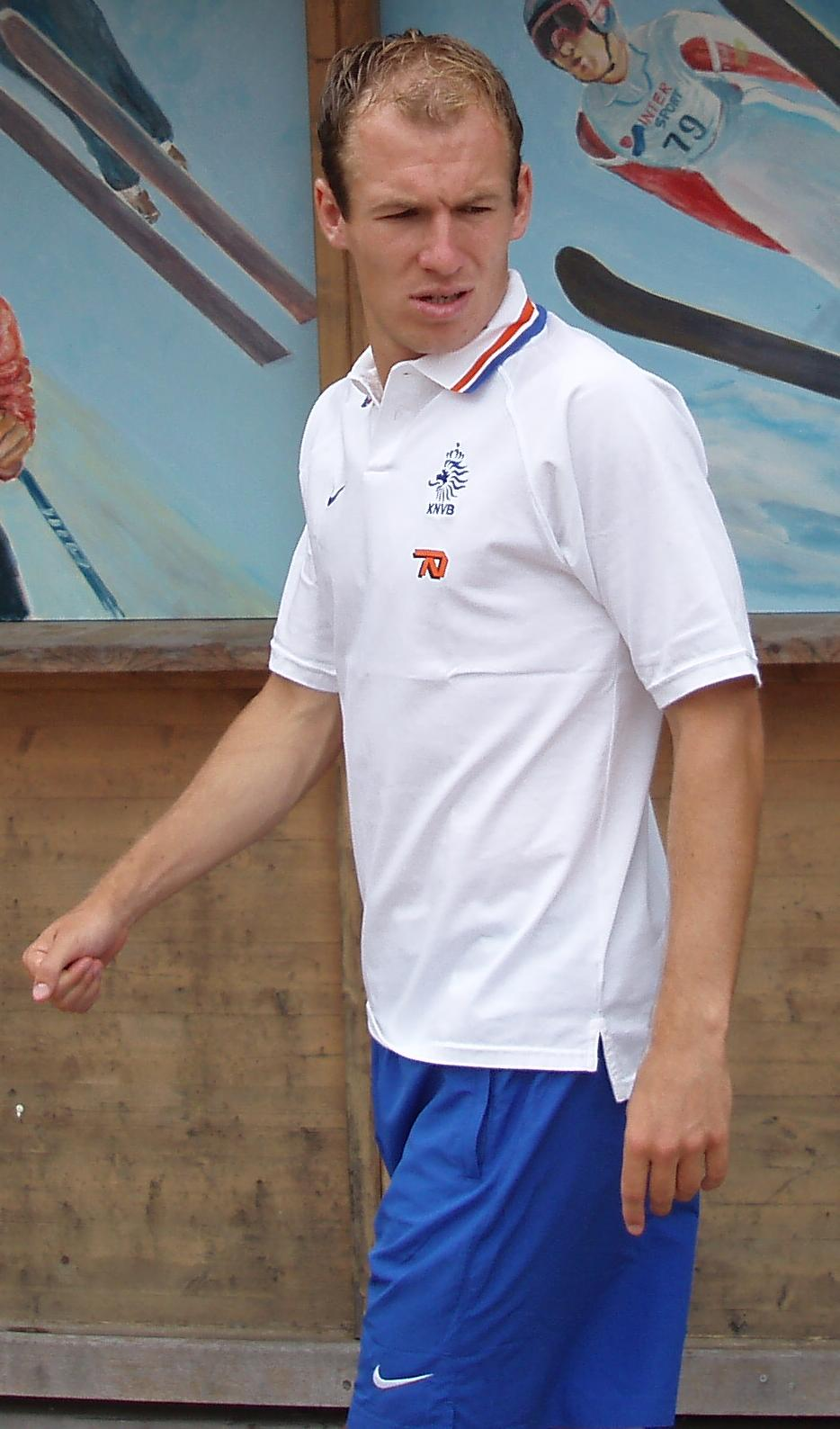
Arjen Robben amb la selecció neerlandesa a Alemanya 2006

Robben va néixer a la població de Bedum, província de Groningen. Va iniciar la seva carrera jugant amb els clubs C.V.V.B i V.V. Bedum. El control de l'esfèric i un potent tir van fer d'ell un valuós i prometedor jugador, pel que va signar ràpidament amb el F.C. Groningen, des de 2000 fins al 2002, quan un gran del futbol del seu país el contractà, el PSV Eindhoven. A partir de les seves dues temporades com a jugador de l'equip neerlandès, el 2004 va ser fitxat pel Chelsea FC. Malgrat l'alegria pel seu traspàs al conjunt anglès, aquell any Arjen ho va passar malament, car se li va diagnosticar un càncer de testicles del que, afortunadament, va ser operat amb èxit.
És una de les estrelles mediàtiques més importants del món del futbol, protagonitzant, i estant present, en moltes campanyes publicitàries per tot el món. A pesar d'això sempre se li ha atribuït un físic de "cristall" per algunes lesions musculars que ha patit en la seva carrera. No obstant això, resulta difícil determinar fins a quin grau és merescuda la seva fama de físic fràgil, car determinats experts de la Premier League anglesa han qüestionat sovint el fet que aquesta sigui la veritable raó que José Mourinho hagi deixat fora de moltes convocatòries al jugador neerlandès, ja que existeixen indicis que l'excusa de les recurrents lesions ha estat utilitzada per a tapar desavinences entre l'entrenador i el jugador. Sense anar més lluny, en els últims mesos l'excusa d'una suposada lesió en el genoll va ser la postura oficial amb la qual es va intentar explicar l'absència del jugador de les convocatòries de pretemporada, quan posteriorment es va descobrir que el jugador estava en rebel·lia a causa de les reticències del club anglès per a completar el seu traspàs al Reial Madrid.
El 22 d'agost de 2007, després d'unes llargues negociacions, el club londinenc va arribar a un acord amb el Reial Madrid per al traspàs del futbolista. Així, Ramón Calderón, president del club madridista, complia una de les tres promeses electorals realitzades un any abans durant la campanya de les eleccions en les quals va alçar-se amb el mandat del club blanc.
Durant les seves temporades al conjunt blanc va seguir lesionant-se amb freqüència, i a l'estiu de 2009 amb l'arribada de jugadors com Cristiano Ronaldo, Ricardo Kaká o Esteban Granero, va perdre la titularitat a l'equip madrileny, fent que la directiva li busqués una sortida del club.
El 27 d'agost de 2009 va sortir a la premsa internacional un acord entre el Reial Madrid i l'FC Bayern de Múnic per al traspàs del jugador neerlandès. L'endemà es va confirmar, passant a ser entrenat pel també neerlandès Louis van Gaal a l'equip bavarès.
El 25 de maig de 2013 formà part de l'equip titular del Bayern de Múnic que esdevingué campió de la Lliga de Campions de la UEFA 2012-13 en derrotar el Borussia de Dortmund a la final. En aquest partit, a més, fou l'autor del gol decisiu, que feia l'1 a 2 pel Bayern, al minut 88 de partit. Durant el seu temps amb el Bayern de Múnic, va guanyar vuit Bundeslliges i cinc Copes alemanyes. Tot i anunciar en 2019 la seva retirada, va fitxar pel FC Groningen, on es va formar.

### Selecció holandesa
Va fer el seu debut amb la selecció absoluta dels Països Baixos a l'abril de 2003 davant Portugal. Va jugar el seu primer partit de competició en la fase de classificació per a l'Eurocopa 2004, davant Àustria, i va marcar el seu primer tant contra Moldàvia. Va ser titular en la trobada davant la República Txeca, va ser substituït, i els txecs van vèncer per 3-2. Robben va realitzar dos magnífics partits davant Letònia i Suècia, davant la qual va marcar el penal de la victòria abans de caure en semifinals contra Portugal.
També va jugar el Mundial d'Alemanya 2006, on va jugar quatre partits, i va fer un gol.
El 13 de maig de 2014 va ser inclòs per l'entrenador de la selecció dels Països Baixos, Louis Van Gaal, a la llista preliminar de 30 jugadors per representar aquest país a la Copa del Món de Futbol de 2014 al Brasil. Finalment va ser confirmat en la nòmina definitiva de 23 jugadors el 31 de maig.
L'11 de juliol de 2014 la FIFA va anunciar la seva inclusió entre els deu candidats a la Pilota d'Or al Millor Jugador del Mundial (els guanyadors de les Pilotes d'Or, Plata i Bronze als tres millors jugadors del Mundial del Brasil serien anunciats el dia 14, un dia després de la disputa de la final del Mundial a l'estadi de Maracaná).

## Palmarès
| Títol                    | Equip           | País          | Any     |
| ------------------------ | --------------- | ------------- | ------- |
| Lliga neerlandesa        | PSV Eindhoven   | Països Baixos | 2002/03 |
| Lliga neerlandesa        | PSV Eindhoven   | Països Baixos | 2003/04 |
| FA Premier League        | Chelsea FC      | Anglaterra    | 2004/05 |
| Copa de la Lliga anglesa | Chelsea FC      | Anglaterra    | 2005    |
| Community Shield         | Chelsea FC      | Anglaterra    | 2005    |
| FA Premier League        | Chelsea FC      | Anglaterra    | 2005/06 |
| Copa de la Lliga anglesa | Chelsea FC      | Anglaterra    | 2007    |
| Copa anglesa             | Chelsea FC      | Anglaterra    | 2007    |
| Lliga espanyola          | Reial Madrid    | Espanya       | 2007/08 |
| Supercopa d'Espanya      | Reial Madrid    | Espanya       | 2008    |
| Bundesliga               | Bayern de Múnic | Alemanya      | 2010    |
| Copa alemanya            | Bayern de Múnic | Alemanya      | 2010    |
| Supercopa alemanya       | Bayern de Múnic | Alemanya      | 2010    |
| Supercopa alemanya       | Bayern de Múnic | Alemanya      | 2012    |
| Bundesliga               | Bayern de Múnic | Alemanya      | 2013    |
| Copa alemanya            | Bayern de Múnic | Alemanya      | 2013    |
| Lliga de Campions        | Bayern de Múnic | Alemanya      | 2013    |
| Supercopa d'Europa       | Bayern de Múnic | Alemanya      | 2013    |
| Bundesliga               | Bayern de Múnic | Alemanya      | 2014    |
| Copa alemanya            | Bayern de Múnic | Alemanya      | 2014    |
| Bundesliga               | Bayern de Múnic | Alemanya      | 2015    |
| Bundesliga               | Bayern de Múnic | Alemanya      | 2016    |
| Copa alemanya            | Bayern de Múnic | Alemanya      | 2016    |
| Bundesliga               | Bayern de Múnic | Alemanya      | 2017    |
| Supercopa alemanya       | Bayern de Múnic | Alemanya      | 2017    |
| Bundesliga               | Bayern de Múnic | Alemanya      | 2018    |
| Supercopa alemanya       | Bayern de Múnic | Alemanya      | 2018    |
| Bundesliga               | Bayern de Múnic | Alemanya      | 2019    |
| Copa alemanya            | Bayern de Múnic | Alemanya      | 2019    |